# Jolanda Linschooten
Jolanda Linschooten (Leiden, 25 april 1966) is een Nederlandse beroepsavonturier en ultraloopster, schrijfster en fotograaf.

## Levensloop
Linschooten studeerde pedagogiek en gaf jarenlang les in het Speciaal onderwijs. In 2000 gaf ze haar vaste baan op voor het bestaan als avonturier. Sindsdien schrijft en fotografeert ze voor reis- en buitensportbladen, schrijft boeken en buitensportgidsen en geeft lezingen. Als atlete is ze actief bij ultralopen. Ze werd onder meer Nederlands kampioene 100 km op de weg in 2011.
De expedities van Linschooten gaan meestal te voet, op ski’s of per kano door de wildernissen van Noord-Europa, Canada en Alaska.
Enkele opmerkelijk tochten en expedities:
- 1997 - Trans Alaska 1500 km van noord naar zuid door Alaska per mountainbike, te voet en per kano
- 2006 - Solo-doorsteek te voet over IJsland
- 2007 - Oversteek op ski’s van de Groenlandse ijskap als eerste Nederlandse, samen met haar man Frank van Zwol
- 2009 - Solo-trektocht in Arctisch Canada waarbij ze wekenlang bij –45 °C kampeerde
- 2010 - Wildernisexpeditie met Frank door de Yukon

In 2011 wijdde Linschooten zich aan ultralopen: de Marathon des Sables, de Bob Graham Round (niet officieel) en 1e vrouw tijdens een wedstrijd over meer dan 110 km bij de Mont Blanc, een variant van de Ultra-Trail du Mont-Blanc. Bij de Grand Raid de la Réunion geeft ze na 89 km op. Eerder, in 2007, had ze deze wedstrijd wel al eens uitgelopen.
- 2013 - off-road hardlopend door Engeland, Wales en Schotland, 1982 km van Land's End naar John o' Groats. De solo trailrun met bivakuitrusting legde ze af in 48 dagen, waaronder 8 rustdagen.

## Nederlandse kampioenschappen
| Onderdeel | Jaar |
| --------- | ---- |
| 100 km    | 2011 |

## Palmares

### 100 km
- 2011:  NK 100 km - 9:37.03

## Ultralopen
- Grand Raid du Tour des Dents Blanches (Frankrijk, 2000), 55 km non-stop + 2500 hm, 1e plaats.
- Manx Mountain Marathon (eiland Man, 2004), 50 km non-stop + 2300 hm, 1e plaats
- La Ronde des Nutons (België, 2006), 160 km non-stop, 1e plaats.
- Grand Raid de la Réunion (Réunion, 2007), 160 km non-stop + 9000 hm, 4e plaats en 1e veterane.
- Olne-Spa-Olne (België, 2009), 65 km non-stop + 2300 hm, 1e plaats.
- Marathon des Sables (Marokko), 250 km in 6 dagen, 2e plaats 2010, 4e plaats 2011.
- Ultratrail du Mont Blanc TDS (Frankrijk, 2011), 120 km en 7000 hm, 1e plaats.
- Run Winschoten, Nederlands Kampioenschap 100 km 2011, 1e plaats.[3]
- Running Wild (Groot-Brittannië, 2013), 1982 kilometer, solotocht.[4]
- Kungsleden (Zweden, 2014), 450 kilometer, solotocht.[5]

hm = hoogtemeter
- Gemeinsame Normdatei: 133849430
- International Standard Name Identifier: 0000 0001 3631 0412
- Nederlandse Thesaurus van Auteursnamen: 243907761
- PIC: 388168
- Virtual International Authority File: 50427573
- WorldCat: E39PBJhmQxRTJ7hjgV83pfKmVC